# Ohlendorf (Seevetal)
Ohlendorf ist ein Ortsteil der Gemeinde Seevetal im Landkreis Harburg, Niedersachsen.

## Geografie und Lage
Der Ort Ohlendorf liegt im südöstlichen Teil der Gemeinde Seevetal und in der Mitte des Landkreises Harburg. Ohlendorf grenzt im Westen an Ramelsloh, im Norden an Horst, im Osten an Holtorfsloh und im Süden an Thieshope. Ohlendorf ist 13 Kilometer von der Elbe entfernt und liegt in der Geestlandschaft.
Mit 1911 Einwohnern (Stand November 2022) zählt Ohlendorf zu den mittelgroßen Ortschaften der Gemeinde Seevetal.
Die Mittelzentren Buchholz in der Nordheide und Winsen (Luhe) liegen jeweils etwa elf Kilometer Luftlinie entfernt. Der Stadtteil Hamburg-Harburg der Hansestadt Hamburg ist in rund 15 Straßenkilometern zu erreichen, die Hamburger Innenstadt in etwa 27 Straßenkilometern.

## Geschichte
Die Gegend um Ohlendorf wurde bereits lange vor Christi Geburt besiedelt. Im näheren Umkreis des Ortes wurden im Jahre 1910 bereits Grabungen unter der Leitung der vorgeschichtlichen Abteilung des Fürstentums Lüneburg durchgeführt. Die hier gefundenen Urnen konnten auf ein Alter von etwa 2400 Jahren (ca. 700 – 600 v. Chr.) datiert werden. Weitere untersuchte Grabhügel wurden auf die letzte Hälfte des dritten Jahrhunderts vor Christus datiert.
Es wird vermutet, dass die Erbauer der Gräber Kelten waren und die geschützte Lage der Geest gegenüber der sehr fruchtbaren, aber auch durch Überschwemmungen bedrohten Elbmarsch bevorzugten.
Über Ohlendorf existieren erst verhältnismäßig spät geschichtliche Daten. Die erste Erwähnung findet 1252 statt. Weitere Angaben stehen erst aus dem 16., 17. und 18. Jahrhundert zur Verfügung.
Bis zum Ende des 19. Jahrhunderts war Ohlendorf ein sogenanntes Haufendorf. Für eine solche Sippensiedlung waren die Vorbedingungen vorhanden: In der Nähe der Häuser lag ein kleiner Wasserlauf (inzwischen wieder versandet) und einige Dauergrünflächen. Ob Ohlendorf aufgrund des Namens (altes Dorf) eine ältere Geschichte als die darum liegenden Dörfer hat, kann nicht mehr abschließend geklärt werden, wird aber angenommen.
Die Größe einer damaligen Siedlung kann man sicher nicht als „Dorf“ bezeichnen, wie man es im heutigen Sprachgebrauch kennt. Auch gilt als sicher, dass die Menschen zu jener Zeit viel leichter ihren Standort wechseln mussten (Futter für das Vieh, Unwetter, Krankheiten, Kriegshandlungen, Pest).
Seit dem 1. Juli 1972 gehört Ohlendorf zur damals neu entstandenen Gemeinde Seevetal.

### Wappen von Ohlendorf
Das Wappen von Ohlendorf wurde 1936 gestaltet. Es zeigt zwei nach innen gerichtete Pferdeköpfe. In der Vergangenheit waren alle Häuser in der Nordheide mit dieser Giebelzier ausgestattet. In der Südheide sind die Pferdeköpfe nach außen gerichtet.

### Einwohnerentwicklung
Die ersten Namen der in Ohlendorf ansässigen Menschen werden in den ersten Schatz- und Zinsregistern aus dem 15. Jahrhundert genannt. Die Hausnummern der Höfe und Häuser des Ortes wurden anhand der Entstehungsfolge festgelegt. Von 1616 bis 1724 zählte Ohlendorf 17 Häuser. Von 1835 nahm der Ort bis 1939 um 64 Häuser zu. Bis 1972 zählte der Ort 267 Häuser. Ab 1972 wurden zahlreiche neue Häuser gebaut, allerdings wurden die Hausnummern nun durch Straßenbenennung nicht mehr akkumuliert. Derzeit verfügt Ohlendorf über ca. 750 Wohneinheiten.

## Politik

### Ortsrat
Der Ortsrat, der die Seevetaler Ortsteile Ohlendorf, Ramelsloh und Holtorfsloh gemeinsam vertritt, setzt sich aus elf Mitgliedern zusammen. Die Ratsmitglieder werden durch eine Kommunalwahl für jeweils fünf Jahre gewählt.

Bei der Kommunalwahl 2021 ergab sich folgende Sitzverteilung:
| Ortsrat 2021Insgesamt 11 Sitze - SPD: 2 - Grüne: 2 - FWG: 1 - FDP: 1 - CDU: 5 |

### Ortsbürgermeister
Ortsbürgermeister für Ohlendorf, Ramelsloh und Holtorfsloh ist seit 2016 Dr. Norbert Wilezich (CDU).

## Verkehr
Ohlendorf liegt an der Bundesautobahn 7. Die Autobahnauffahrt Ramelsloh/Ohlendorf liegt 700 m vom Ortskern entfernt. Den Ort durchzieht die Kreisstraße 9.
Es befinden sich 2 Bushaltestellen im Ort, von denen mehrmals täglich Busse der KVG Stade zu dem Bahnhof Meckelfeld verkehren, wo Anschluss nach Hamburg besteht. Es gilt der HVV-Tarif. Die Linie K (Harburg – Ohlendorf – Winsen) wurde 1979 eingestellt. Im Schulbusverkehr (für jedermann zum HVV-Tarif benutzbar) ist Ohlendorf mit vielen Orten des Kreises verbunden.

## Wirtschaft und Bildung
Von der ersten dorfähnlichen Siedlung bis in die Mitte des 20. Jahrhunderts stand die Landwirtschaft im Vordergrund bei der Versorgung von Hof und Familie. Die Söhne der Bauern wurden meist auch Bauer durch Erbe oder heirateten in andere Höfe ein. Zwar gab es schon seit 1770 einen Schmied im Ort und auch später eine Bäckerei, einen Schlachter und einen Kaufmann, aber dies blieb die Ausnahme.
Durch großzügige Kiesvorkommen im südöstlichen Bereich des Ortes siedelte sich bereits in den 1950er Jahren ein Betrieb für den Abbau von Kies und Sand an. Das Abbaugebiet wurde Ende der 1990er Jahre noch einmal erweitert. Um den Ort vom Verkehr zu entlasten, wurde eine Kiesstraße zur Autobahnauffahrt Brackel gebaut.
Die gute Verkehrsanbindung durch die A7 begünstigte die Ansiedlung von großen Gewerbebetrieben. So baute in den 1970er Jahren die Firma Aldi GmbH & Co. KG ein großes Zentrallager in Ohlendorf, was 2007 noch erweitert wurde. Das Zentrallager liegt direkt neben der Autobahnanschlussstelle und wurde mit einem Lärmschutzwall ausgestattet.
Seit Mitte der 1990er Jahre ist mit der Rudolf Behr AG einer der größten Eisbergsalat- und Gemüseanbaubetriebe Deutschlands in Ohlendorf ansässig. Auf dem Gelände findet jährlich ein Maifest statt.
Weiterhin besitzt der Ort einige Kleinbetriebe wie eine Tankstelle, einen Friseur und eine Postfiliale. Einkaufsmöglichkeiten, Ärzte und diverse Dienstleister finden sich im Nachbarort Ramelsloh. Direkt an der Autobahnanschlussstelle befinden sich ein Kindergarten und die örtliche Grundschule.
Die Nähe zu Hamburg, das Naherholungsgebiet Buchwedel, die Anbindung des Hamburger Verkehrsverbundes, zahlreiche nahegelegene Einkaufsmöglichkeiten und ein vielfältiges Angebot von Vereinssportarten begünstigen die Einwohnerentwicklung seit Jahrzehnten.

## Freizeit und Dorfgemeinschaft

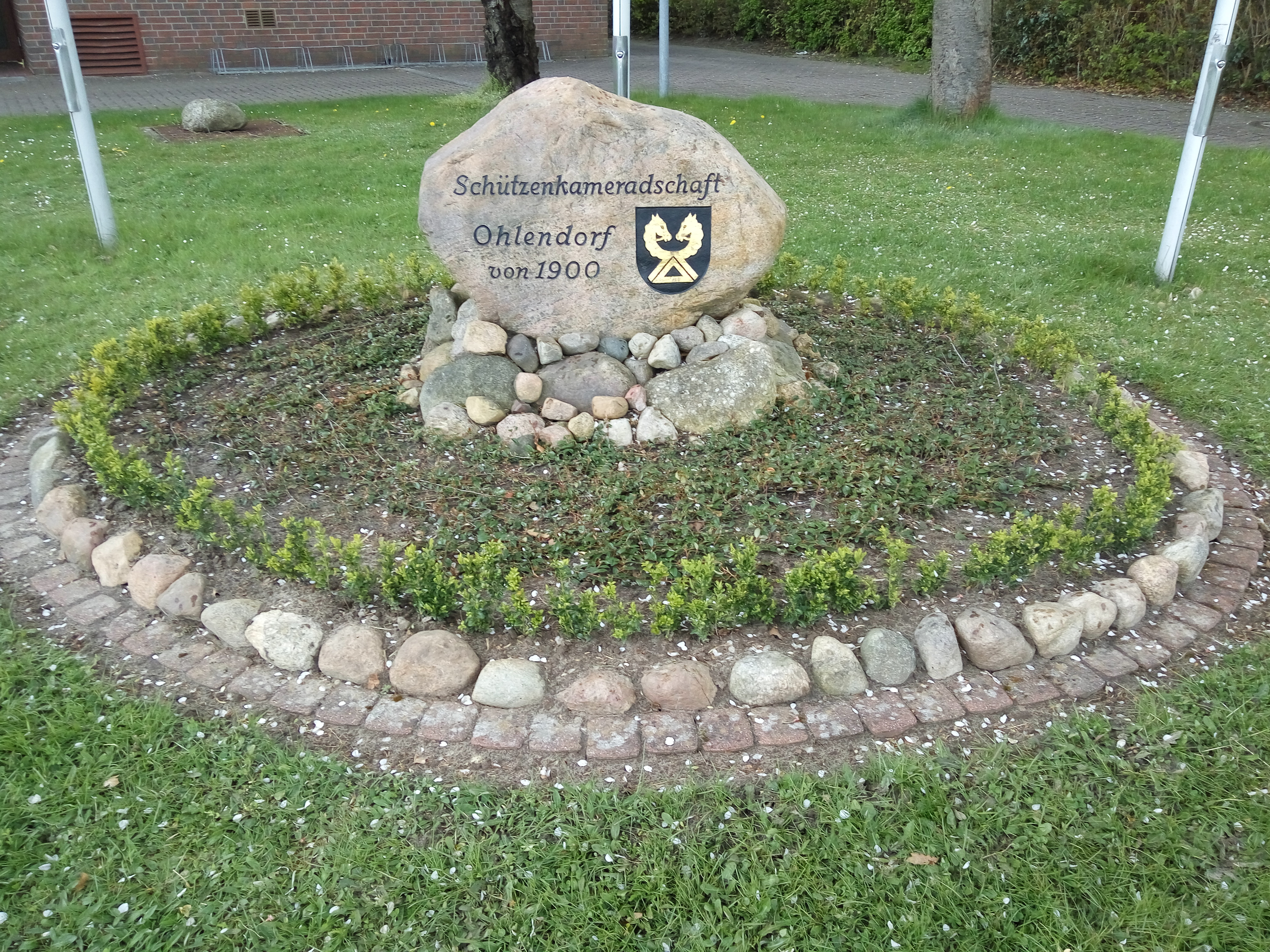
Schützenstein in Ohlendorf

Ohlendorf besitzt mit der Schützenkameradschaft Ohlendorf einen Schützenverein, der auch überregional erfolgreich ist. Eine Delegation der Ohlendorfer Jungschützen nahm beispielsweise an der Deutschen Meisterschaft der Sportschützen 2015 in München teil. Direkt angrenzend an das Schützenhaus befinden sich ein Kinderspielplatz, ein kleiner Fußballplatz und eine langgezogene Fläche mit Zielscheiben für die Bogenschützen der SK Ohlendorf. Wie in vielen Orten des Landkreises üblich, richtet die SK jedes Jahr ein Schützenfest aus, zudem wird seit einigen Jahren ein Oktoberfest veranstaltet.

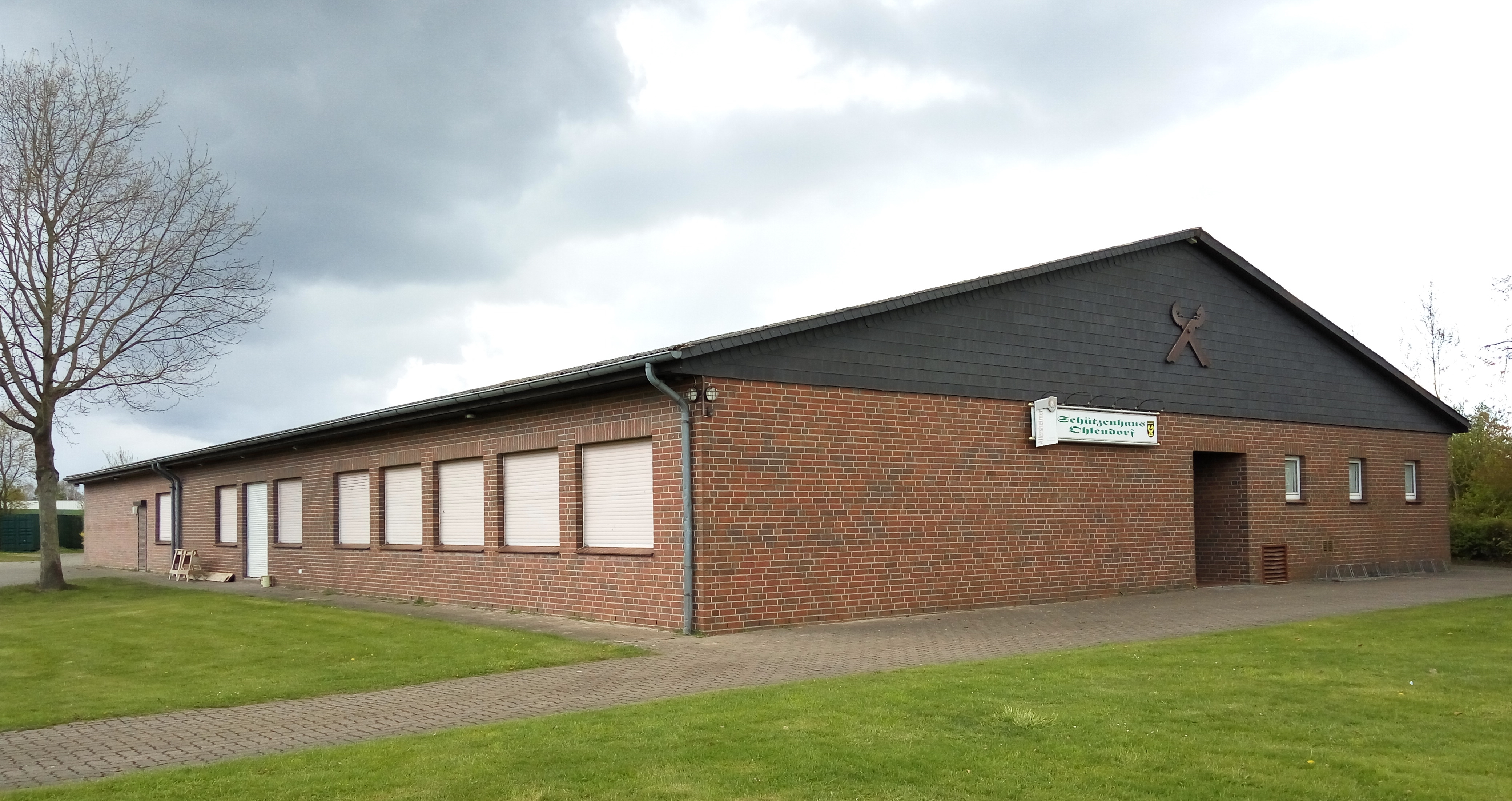
Das Schützenhaus in Ohlendorf

Die örtliche Freiwillige Feuerwehr befindet sich mitten im Ortskern am Dorfteich. Durch die großen potentiellen Brandschwerpunkte wie das Aldi-Zentrallager oder die Hallen und Gebäude des Gemüsebetriebs Behr ist die Ohlendorfer Feuerwehr mit drei Fahrzeugen ausgestattet. Auch hier gibt es eine Jugendfeuerwehr in der zahlreiche Kinder und Jugendliche des Ortes Mitglied sind. Jedes Jahr am Karsamstag gibt es ein von der Feuerwehr organisiertes Osterfeuer. In der Nähe des Feuerwehrhauses befindet sich außerdem ein Denkmal zur Erinnerung an die Gefallenen des Ortes in beiden Weltkriegen.
Weiter ist der Faslamsclub Ohlendorf im Ort ansässig. Jedes Jahr am dritten Samstag im Januar "schnorren" die Faslamsbrüder- und schwestern verkleidet in kleinen Gruppen ab morgens durch den Ort und erbitten an jeder Haustür nach dem Singen des Faslamsliedes eine Geld- oder Getränkespende. Dieses Ereignis erfreut sich bei der Jugend ab 16 Jahren großer Beliebtheit und ist jedes Jahr gut besucht. Abends ist jedermann eingeladen, in Verkleidung auf dem Lumpenball im Schützenhaus den Abschluss des Faslamsfestes zu feiern. Diese Veranstaltung zog in den letzten Jahren so viele Besucher wie nie zuvor an, so dass sich lange Schlangen vor dem Eingang bildeten und die Fläche zum Feiern mehrmals mit Zelten erweitert werden musste. Jährlich im Sommer findet zudem ein durch den Club veranstaltetes Beachvolleyballturnier an der Sporthalle des MTV Ramelsloh statt.

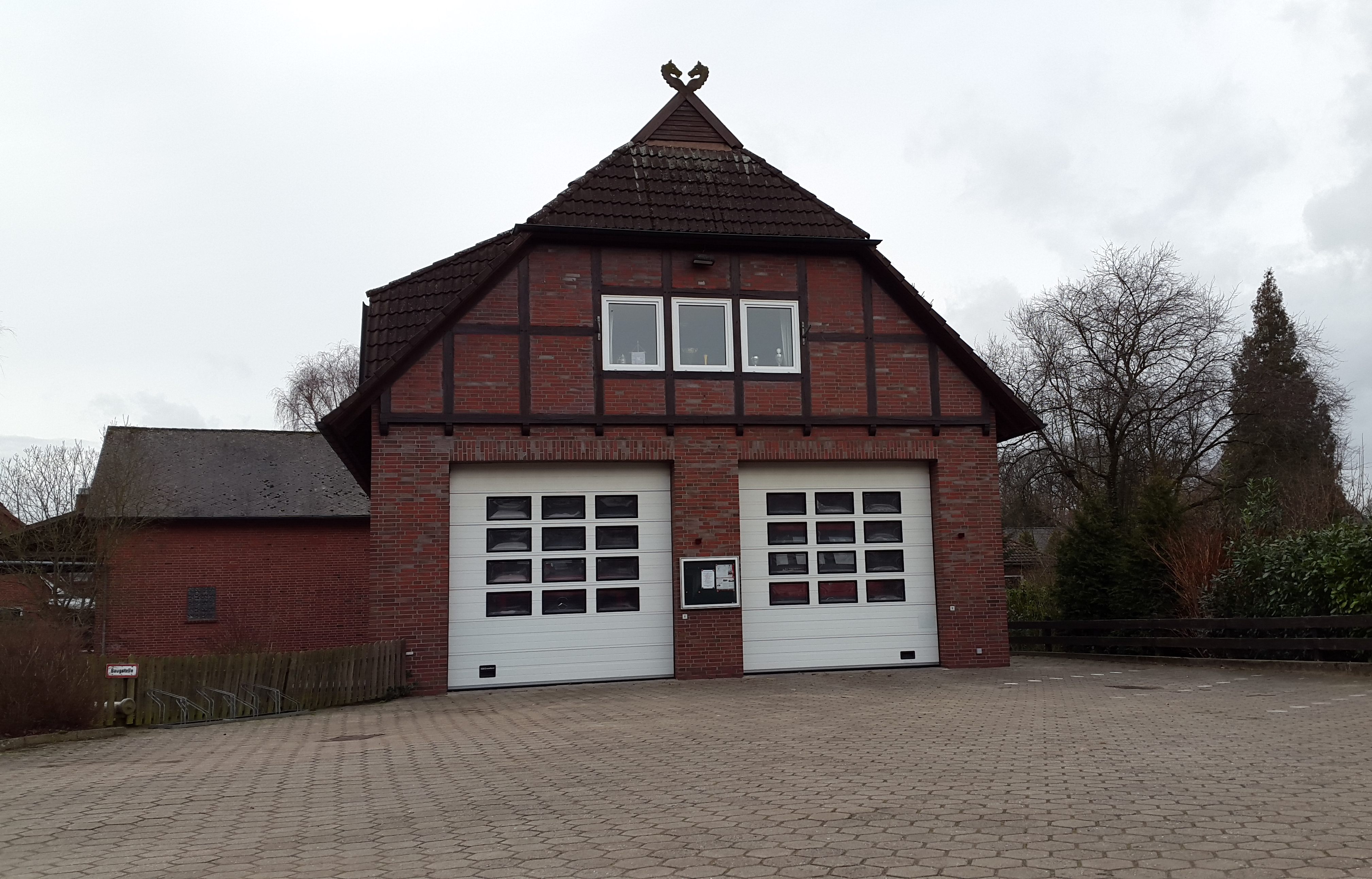
Feuerwehrhaus in Ohlendorf. Gut zu sehen ist das Wappen mit den nach innen gerichteten Pferdeköpfen.

Jedes Jahr am 1. Mai gibt es ein stets gut besuchtes großes Maifest auf dem Gelände des Logistikzentrums der Firma Behr an der Brackeler Straße. Hier wird Unterhaltung verschiedenster Art wie Ponyreiten, Bogenschießen, Hüpfburgen und Treckerfahren geboten. Zusätzlich tritt jedes Jahr ein Blasorchester auf und zahlreiche Verkaufs- und Infostände sind aufgebaut. Der Faslamsclub Ohlendorf sorgt jedes Jahr mit einem Cocktailstand und Musik für die Feier zum Abschluss des Maifestes.
Die Landeskirchliche Gemeinschaft Ohlendorf (LKG) ist ebenso im Ort ansässig. Sie bezeichnet sich selbst als „christliche Bewegung innerhalb der Evangelischen Kirche“ und gehört zur Ev. Luth. Kirchengemeinde Ramelsloh. Zur LKG gehört auch der EC (Entschieden für Christus) als Jugendorganisation. Beide Gemeinschaften vermitteln Angebote für Kinder, Jugendliche und Erwachsene. Das 1961 erbaute Gemeinschaftshaus im Ort wird von den Gruppen für Veranstaltungen genutzt und allein durch Spendengelder unterhalten.
Der Ort geht direkt in den weitläufigen Wald "Buchwedel" über, welcher sich bei Spaziergängern, Hunde- bzw. Pferdefreunden und Naturliebhabern großer Beliebtheit erfreut und im Sommer wie Winter stark frequentiert wird. Über den Buchwedel lassen sich u. a. auch die Nachbarorte Maschen und Stelle erreichen.

## Sport
Ohlendorf besitzt selbst keinen aktiven Ball-Sportverein, daher betätigen sich viele Einwohner in unterschiedlichen Sportarten beim benachbarten MTV Ramelsloh. Hier werden Fußball, Tennis, Badminton, Judo und andere Aktivitäten angeboten.

## Aktuelles
Aufgrund der anhaltenden Nachfrage nach Wohnraum in Ohlendorf ist das Neubaugebiet "Imbuschfeld-Ost" in Richtung Ortsausgang Holtorfsloh in der Planungsphase.
Zudem laufen Verhandlungen mit der Gemeinde Stelle bezüglich des Aldi-Zentrallagers – aus Kapazitäts- und Platzgründen ist die Aufgabe des Standortes Ohlendorf und die Neuerrichtung in Stelle im Gewerbegebiet "Fachenfelde-Süd" für die nahe Zukunft geplant.